# Lord luogotenente del Dorset
La carica di lord luogotenente del Dorset è un ufficio di luogotenenza tradizionale dell'Inghilterra. Dal 1569 venne introdotta la possibilità di nominare dei Deputati da parte del titolare e dal 1662 il Lord luogotenente ottenne anche il controllo dell'intera milizia della contea. Il Forces Act del 1871 trasferì nuovamente queste funzioni alla Corona britannica e nel 1921 l'incarico perse ogni prerogativa di tipo militare. Dal 1680, i Lord luogotenenti del Dorset furono anche Custos Rotulorum del Dorset.

## Lord luogotenenti del Dorset
- John Russell, I conte di Bedford 1552–1555
- John Bourchier, II conte di Bath 1556–1558
- James Blount, VI barone Mountjoy 1559–?
- William Paulet, III marchese di Winchester 1580– ?
- Francis Russell, II conte di Bedford 1584 – 28 luglio 1585
- William Paulet, III marchese di Winchester 1º marzo 1586 – 24 novembre 1598
- vacante
- Thomas Howard, III visconte Howard di Bindon 25 aprile 1601 – 1º marzo 1611
- Robert Cecil, I conte di Salisbury 5 luglio 1611 – 24 maggio 1612 con
- Thomas Howard, I conte di Suffolk 5 luglio 1611 – 28 maggio 1626
- Theophilus Howard, II conte di Suffolk 15 giugno 1626 – 3 giugno 1640
- Francis Cottington, I barone Cottington 13 giugno 1640 – 15 maggio 1641
- William Cecil, II conte di Salisbury 15 maggio 1641 – 1642
- Interregno
- Charles Stewart, III duca di Richmond 25 luglio 1660 – dicembre 1672
- Anthony Ashley-Cooper, I conte di Shaftesbury 20 gennaio 1672 – 1674
- John Poulett, III barone Poulett 6 luglio 1674 – giugno 1679
- John Digby, III conte di Bristol 19 novembre 1679 – 18 settembre 1698
- Charles Paulet, II duca di Bolton 9 giugno 1699 – 21 gennaio 1722
- Charles Powlett, III duca di Bolton 8 febbraio 1722 – 1733
- Anthony Ashley-Cooper, IV conte di Shaftesbury 2 marzo 1734 – 29 maggio 1771
- Henry Digby, I conte Digby 21 giugno 1771 – 25 settembre 1793
- George Pitt, I barone Rivers 6 novembre 1793 – 7 maggio 1803
- George Damer, II conte di Dorchester 15 giugno 1803 – 7 marzo 1808
- Edward Digby, II conte Digby 17 aprile 1808 – 12 maggio 1856
- Anthony Ashley-Cooper, VII conte di Shaftesbury 4 giugno 1856 – 1 October 1885
- Henry Fox-Strangways, V conte di Ilchester 5 novembre 1885 – 6 dicembre 1905
- John Mount Batten 10 agosto 1906 – 5 marzo 1916
- Anthony Ashley-Cooper, IX conte di Shaftesbury 3 marzo 1916 – 1952
- Edward Kenelm Digby, XI barone Digby 1º settembre 1952 – 29 gennaio 1964
- Sir Joseph William Weld 30 giugno 1964 – 1984
- Edward Henry Kenelm Digby, XII barone Digby 1984–1999
- Capitano Michael Fulford-Dobson CVO JP RN 1999–2006
- Valerie Lane-Fox Pitt-Rivers 2006–oggi